# North Washington (Iowa)
North Washington è un comune degli Stati Uniti d'America, situato nello Stato dell'Iowa, nella contea di Chickasaw.